# Huperzioideae
Huperzioideae, potporodica papratnjača, dio porodice Lycopodiaceae. 
Sastoji se od 3 roda sa 370 vrsta

## Rodovi
1. Phylloglossum Kunze (1 sp.)
2. Phlegmariurus (Herter) Holub (307 spp.)
3. Huperzia Bernh. (62 spp.); Bernh., − huperzija, hupercija, đavolji nokat